# Giambattista Giuliani
Giambattista Giuliani (Canelli, 1818. június 4. – Firenze, 1884. január 11.) olasz Dante-búvár.

## Életútja
A papi pályára lépve, matematikával, fizikával és filozófiával foglalkozott, de később kizárólag a Divina Commedia szerzőjének szentelte munkásságát. 1860-tól haláláig a firenzei Instituto degli studi superiorin a Dante tanszéket foglalta el. Munkái közül, melyeket a Le Monnier cég adott ki, legfontosabbak: Arte, Patria e Religione, Delizie del parlare toscano, Commenti alla Vita Nuova, al Convito, alle opere Latine di Dante Alighieri. Legbecsesebb művéből, a Divina Commediához írt új kommentárból csak egyes részek jelentek meg.